# Hurl Beechum
Hurl Luther III. Beechum (* 2. Mai 1973 in Des Moines, Iowa) ist ein ehemaliger US-amerikanisch-deutscher Basketballspieler.

## Karriere
Beechum spielte von 1991 bis 1995 an der Iowa State University und kam in 107 Spielen auf einen Schnitt von 5,5 Punkten. Mit 128 getroffenen Dreipunktwürfen bewies er seine Stärke als Distanzschütze. Nach der Saison 1994/95 spielte Beechum rund ein Jahr keinen Basketball, um seinen Hochschulabschluss im Fach Soziologie zu erlangen. Ab 1996 gehörte er einer Mannschaft an, die unter anderem Spiele in seinem Heimatland sowie in London und auf Taiwan bestritt. In dieser Zeit bemühte sich Beechum, der teils von deutschen Vorfahren abstammt, um den Erhalt der deutschen Staatsbürgerschaft. Dieser Vorgang dauerte 15 Monate.
1997/98 spielte er in für Thames Valley in England. 1998 wechselte Beechum nach Deutschland zu den Telekom Baskets Bonn. Dort machte er sich wie in seinem Heimatland vor allem durch seine Treffsicherheit von jenseits der Dreierlinie einen Namen. Mit zwölf verwandelten Dreipunktewürfe in einem Spiel (im Oktober 1998 gegen Trier) und 161 erfolgreichen Dreipunktwürfe in einer Saison stellte er Bundesliga-Bestmarken auf. Im April 1999 gelangen Beechum in der Bundesliga im vierten Spiel der Halbfinalserie gegen Rhöndorf elf Dreipunktwürfe. Seine insgesamt 41 gegen Rhöndorf erzielten Punkte waren Beechums Höchstwert in einem Bundesligaspiel. Bonns damaliger Trainer Bruno Socé schätzte Beechum auch aufgrund dessen Stärken in der Verteidigung.
Bis 2002 spielte er in Bonn, bevor er nach Spanien in die Liga ACB wechselte. Für Cáceres CB erzielte er 2002/03 im Schnitt 15,1 Punkte je Begegnung und traf 102 seiner 257 Dreipunktwürfe. Auch in der Folgesaison 2003/04 kam Beechum nun in den Farben von Jabones Pardo Fuenlabrada auf einen zweistelligen Punkteschnitt (11,9).
Zur Saison 2004/2005 kehrte er nach Deutschland zurück und spielte für die Brose Baskets Bamberg. Mit den Franken wurde er 2005 deutscher Meister. Beechum war im Meisterjahr mit 16,6 Punkten je Begegnung (Mannschaftshöchstwert) am Erfolg beteiligt und mit 96 erzielten Dreipunktwürfen bester Bamberger Schütze. Während des Rennens um die Meisterschaft zog er sich im April 2005 einen Kreuzbandriss zu. Aufgrund der Verletzung verpasste er einen Großteil der Saison 2005/06. Erst im Jahr 2006 lief er für einige Spiele für die Walter Tigers Tübingen auf. Er erzielte während seiner Laufbahn 2616 Punkte in der Bundesliga. Bis 2009 spielte Beechum noch für Vereine in Spanien, Griechenland und Tschechien. 2009 trat er vom Leistungssport zurück und kehrte mit seiner Familie in die USA zurück.
Beechum war 2000 und 2001 Mitglied der deutschen Nationalmannschaft, er bestritt 13 A-Länderspiele. Seine beste Ausbeute im Nationaltrikot waren 13 Punkte in einem Europameisterschaftsqualifikationsspiel gegen Irland im November 2001.

## Privates
Beechums Großmutter stammte aus Landsberg am Lech.
Im Herbst 2015 schoss Beechum, dessen Spitzname während seiner Basketballlaufbahn „Gunman aus Iowa“ lautete, im Ort Glenwood (US-Bundesstaat Iowa) mit einer Handfeuerwaffe auf einen Mann und traf diesen am Bein. Beechum gab an, in Notwehr gehandelt zu haben, nachdem es vor dem Haus seiner Mutter zu einer tätlichen Auseinandersetzung zwischen Beechums Stiefvater und einer Gruppe junger Erwachsener gekommen war. Kurz vor der Gerichtsverhandlung wurde das Verfahren eingestellt und Beechum laut Polizeiermittlungsbericht zugestanden, dass sein Schuss gerechtfertigt gewesen sei.